# مک ساوت (اوهایو)
مک ساوت (به انگلیسی: Mack South) یک منطقهٔ مسکونی در ایالات متحده آمریکا است که در شهرستان همیلتون، اوهایو واقع شده‌است. مک ساوت ۹٫۶ کیلومتر مربع مساحت و ۵٬۸۳۷ نفر جمعیت دارد.